# Nati il 24 agosto
| Questa pagina contiene informazioni ricavate automaticamente dalle voci biografiche con l'ausilio del template Bio e di un bot. L'aggiornamento è periodico e automatico e ricostruisce completamente la pagina. Se manca una persona in questa lista, sei pregato di non aggiungerla, ma accertati piuttosto che la sua voce biografica contenga il template Bio e che i dati anagrafici siano correttamente compilati. Se il template Bio manca, inseriscilo tu stesso o, in alternativa, metti l'avviso {{tmp\|Bio}} che ne segnala la mancanza. Se i dati riportati sono sbagliati, correggi direttamente la voce biografica; le modifiche saranno visibili in questa lista entro pochi giorni. Per chiarimenti vedi il progetto biografie. La lista contiene solo le 1.099 persone che sono citate nell'enciclopedia e per le quali è stato implementato correttamente il template Bio. Pagina aggiornata al 17 ago 2025. |

## XII secolo(2)
- 1113 - Goffredo V d'Angiò, conte († 1151)
- 1198 - Alessandro II di Scozia, re scozzese († 1249)

## XIII secolo(1)
- 1248 - Bartolomeo di Capua, nobile e giurista italiano († 1328)

## XIV secolo(4)
- 1336 - Giacomo IV di Maiorca, sovrano spagnolo († 1375)
- 1358 - Giovanni I di Castiglia, re († 1390)
- 1393 - Arturo III di Bretagna, nobile († 1458)
- 1393 - Maria di Valois, principessa e badessa francese († 1438)

## XV secolo(5)
- 1413 - Borso d'Este, duca († 1471)
- 1480 - Cesare Riario, arcivescovo cattolico italiano († 1540)
- 1493 - Girolamo Bellarmato, architetto, ingegnere e cartografo italiano († 1555)
- 1495 - Ottone I di Brunswick-Harburg, nobile tedesco († 1549)
- 1499 - Bartolomé de la Cueva y Toledo, cardinale e arcivescovo cattolico spagnolo († 1562)

## XVI secolo(16)
- 1510 - Elisabetta di Brandeburgo, scrittrice tedesca († 1558)
- 1514 - Maria Bartolomea Bagnesi, religiosa italiana († 1577)
- 1519 - Bartolomeo Cappello, politico italiano († 1594)
- 1525 - Mildred Cooke, nobildonna e poetessa inglese († 1589)
- 1531 - Ercole Bottrigari, umanista e teorico musicale italiano († 1612)
- 1545 - Ciriaco Mattei, nobile e collezionista d'arte italiano († 1614)
- 1552 - Lavinia Fontana, pittrice italiana († 1614)
- 1558 - Ishikawa Goemon, militare giapponese († 1594)
- 1561 - Thomas Howard, I conte di Suffolk, nobile, politico e ammiraglio inglese († 1626)
- 1561 - Bartholomaeus Pitiscus, matematico, astronomo e teologo tedesco († 1613)
- 1566 - Abraham Scultetus, teologo tedesco († 1625)
- 1567 - Girolamo Sanvitale, nobile italiano († 1612)
- 1578 - John Taylor, scrittore e poeta inglese († 1653)
- 1584 - Giovanni Andrea Ansaldo, pittore italiano († 1638)
- 1591 - Robert Herrick, poeta inglese († 1674)
- 1600 - Antoine de Lalouvère, matematico e gesuita francese († 1664)

## XVII secolo(15)
- 1605 - Giuseppe Storace d'Afflitto, poeta italiano
- 1609 - Giacomo Caimo, giurista italiano († 1679)
- 1609 - Maria Cristina de' Medici, nobildonna italiana († 1632)
- 1619 - Johann Rosenmüller, compositore tedesco († 1684)
- 1619 - Albrecht von Sinzendorf, nobile e politico austriaco († 1683)
- 1622 - Samuel Lincoln, inglese († 1690)
- 1631 - Philip Henry, religioso britannico († 1696)
- 1643 - Emmanuel Théodose de La Tour d'Auvergne, nobile e cardinale francese († 1715)
- 1646 - Roger Boyle, II conte di Orrery, politico irlandese († 1682)
- 1658 - Luis de Salazar y Castro, genealogista spagnolo († 1774)
- 1661 - Filippo Cagnola, architetto italiano († 1714)
- 1661 - Filippo Maria Resta, vescovo cattolico italiano († 1706)
- 1674 - Alessandro Arrigoni, vescovo cattolico italiano († 1718)
- 1683 - Meinrad Spieß, compositore tedesco († 1761)
- 1698 - Erik Pontoppidan, teologo, zoologo e vescovo luterano danese († 1764)

## XVIII secolo(33)
- 1707 - Selina Shirley, nobildonna e religiosa inglese († 1791)
- 1723 - Fortunato Bartolomeo De Felice, scrittore e editore italiano († 1789)
- 1728 - Whitehead Hicks, politico e avvocato statunitense († 1780)
- 1730 - Thomas Harley, politico britannico († 1804)
- 1733 - Giulio Cesare Zollio, arcivescovo cattolico e diplomatico italiano († 1795)
- 1734 - Benjamin Church, chirurgo statunitense († 1778)
- 1741 - Giacinta Orsini, nobile italiana († 1759)
- 1743 - Federico Manfredini, politico italiano († 1829)
- 1744 - Giulio Bajamonti, musicista, medico e letterato italiano († 1800)
- 1750 - Maria Letizia Ramolino, nobildonna italiana († 1836)
- 1753 - Louis-Marie de La Révellière-Lépeaux, politico francese († 1824)
- 1753 - Aleksandr Michajlovič Rimskij-Korsakov, generale russo († 1840)
- 1756 - Pietro Paolo Mazzichi, vescovo cattolico italiano († 1823)
- 1758 - Sofia Federica di Meclemburgo-Schwerin, principessa tedesca († 1794)
- 1758 - Thomas Picton, generale gallese († 1815)
- 1759 - Étienne-Barthélémy Garnier, pittore francese († 1849)
- 1759 - William Wilberforce, politico inglese († 1833)
- 1760 - Francesco Calbo Crotta, politico italiano († 1827)
- 1760 - Pietro Rubini, medico italiano († 1819)
- 1771 - Georg Friedrich von Reichenbach, fisico e ingegnere tedesco († 1826)
- 1774 - Anthony Boldewijn Gijsbert van Dedem van den Gelder, generale olandese († 1825)
- 1774 - Anton Ludwig Ernst Horn, medico e psichiatra tedesco († 1848)
- 1779 - Dietrich Georg von Kieser, medico tedesco († 1862)
- 1782 - Michele Placucci, storico e scrittore italiano († 1840)
- 1783 - Giuseppe Asioli, incisore italiano († 1845)
- 1787 - Vittorio di Sant'Albino, lessicografo italiano († 1865)
- 1787 - James Weddell, esploratore e navigatore inglese († 1834)
- 1788 - Bartolomé Hidalgo, scrittore, poeta e drammaturgo uruguaiano († 1822)
- 1788 - Joseph Hillebrand, filosofo tedesco († 1871)
- 1792 - Joaquim António de Aguiar, politico portoghese († 1884)
- 1792 - John Pierre Burr, attivista statunitense († 1864)
- 1793 - William Hay Macnaghten, funzionario britannico († 1841)
- 1798 - Sigismondo Chigi Albani della Rovere, VI principe di Farnese, principe italiano († 1877)

## XIX secolo(167)
- 1802 - Adolphe Bartels, giornalista e scrittore belga († 1862)
- 1803 - Clemente Manzini, vescovo cattolico italiano († 1865)
- 1804 - Vincenzo Negrini, basso-baritono italiano († 1840)
- 1805 - Valentino Vignone, vescovo cattolico italiano († 1857)
- 1806 - Antonio Villa, entomologo italiano († 1885)
- 1807 - Jean-Jacques Feuchère, scultore francese († 1852)
- 1807 - Jules Verreaux, botanico, ornitologo e naturalista francese († 1873)
- 1808 - John Butler, II marchese di Ormonde, politico irlandese († 1854)
- 1810 - Theodore Parker, pastore protestante e predicatore statunitense († 1860)
- 1814 - Girolamo Napoleone Carlo Bonaparte, militare tedesco († 1847)
- 1814 - Pietro Quintini, militare italiano († 1865)
- 1815 - Carlo A-Valle, scrittore e storico italiano († 1873)
- 1816 - Daniel Gooch, ingegnere meccanico inglese († 1889)
- 1820 - Jacopo Tomadini, compositore e presbitero italiano († 1883)
- 1821 - Caterina Federica di Württemberg, nobile († 1898)
- 1821 - Amédée Mouchez, astronomo francese († 1892)
- 1821 - Emanuele Muzio, compositore e direttore d'orchestra italiano († 1890)
- 1823 - Pietro Ceretti, filosofo e letterato italiano († 1884)
- 1828 - Louis Baunard, presbitero, teologo e saggista francese († 1919)
- 1828 - Carlo Cagnola, politico italiano († 1895)
- 1829 - Georg Ludwig Carius, chimico tedesco († 1875)
- 1830 - Adèle Hugo, francese († 1915)
- 1830 - Aleksandr Vissarionovič Komarov, militare russo († 1904)
- 1831 - Augusto di Svezia, principe svedese († 1873)
- 1834 - Frederick Benteen, generale statunitense († 1898)
- 1834 - Bartolomeo Marchelli, patriota e illusionista italiano († 1903)
- 1834 - Vincenzo Rogadeo, politico e nobile italiano († 1899)
- 1834 - Michele Tedesco, pittore italiano († 1917)
- 1835 - August Lucae, medico tedesco († 1911)
- 1836 - Giuseppe Pavoncelli, politico italiano († 1910)
- 1837 - Théodore Dubois, compositore e organista francese († 1924)
- 1837 - Georg von Waldstätten, generale austro-ungarico († 1918)
- 1837 - Adolf Wilbrandt, drammaturgo e romanziere tedesco († 1911)
- 1838 - James Hamilton, II duca di Abercorn, politico britannico († 1913)
- 1838 - Luigi Filippo Alberto d'Orléans, nobile e politico francese († 1894)
- 1839 - Jean-Baptiste Lavastre, pittore francese († 1891)
- 1839 - Eduard Francevič Napravnik, compositore e direttore d'orchestra ceco († 1916)
- 1840 - Ingeborg Bronsart von Schellendorf, compositrice e pianista tedesca († 1913)
- 1842 - Édouard Joseph Alexander Agneessens, pittore belga († 1885)
- 1843 - George FitzGeorge, ufficiale inglese († 1907)
- 1844 - Émile Oustalet, ornitologo francese († 1905)
- 1845 - Napoleone Caix, filologo italiano († 1882)
- 1845 - James Calhoun, militare statunitense († 1876)
- 1846 - Antoine Taudou, compositore, violinista e insegnante francese († 1925)
- 1847 - Costantino De Crescenzo, pianista e compositore italiano († 1911)
- 1847 - William Kenyon-Slaney, politico e calciatore inglese († 1908)
- 1847 - Charles Follen McKim, architetto statunitense († 1909)
- 1847 - Giuseppe Cesare Molineri, scrittore, poeta e giornalista italiano († 1912)
- 1847 - Pietro Maria Rocca, storico italiano († 1918)
- 1848 - Carlo Follini, pittore italiano († 1938)
- 1848 - Giuseppe Pizzarelli, politico italiano († 1923)
- 1848 - Gaetano Semeraro, giurista italiano († 1923)
- 1850 - Jan Rutgers, medico e sessuologo olandese († 1924)
- 1851 - Leone Viale, politico italiano († 1918)
- 1855 - Maria Teresa di Braganza, nobile († 1944)
- 1856 - Manuel Allendesalazar Muñoz, politico spagnolo († 1923)
- 1856 - Anselmo Bassani, matematico italiano († 1911)
- 1856 - Samuel Czambel, linguista e traduttore slovacco († 1909)
- 1856 - Felix Mottl, compositore e direttore d'orchestra austriaco († 1911)
- 1858 - Reginald Macaulay, calciatore inglese († 1937)
- 1858 - Antonio Sapuppo Asmundo, politico italiano († 1945)
- 1858 - Vasilij Sergeevič Smirnov, pittore russo († 1890)
- 1858 - Warwick William Wroth, numismatico britannico († 1911)
- 1861 - Dante Testa, attore teatrale, attore e regista italiano († 1923)
- 1862 - Roberto Marcolongo, matematico e fisico italiano († 1943)
- 1863 - Chaim Ozer Grodzinski, rabbino e educatore lituano († 1940)
- 1863 - May Sinclair, scrittrice, critica letteraria e attivista britannica († 1946)
- 1865 - Georges Achille-Fould, pittrice francese († 1951)
- 1865 - Ferdinando I di Romania, re († 1927)
- 1868 - Egil Eide, attore, regista e attore teatrale norvegese († 1946)
- 1869 - Ernst Rosenqvist, tiratore a segno finlandese († 1932)
- 1870 - Conrad Böcker, ginnasta tedesco († 1936)
- 1870 - Charles Sellon, attore statunitense († 1937)
- 1871 - Agostino Lo Piano Pomar, sindacalista e politico italiano († 1927)
- 1872 - Max Beerbohm, scrittore inglese († 1956)
- 1872 - Carlo Romanelli, scultore italiano († 1947)
- 1873 - Frances Macdonald, pittrice britannica († 1921)
- 1873 - Albertina Palau, traduttrice e scrittrice italiana († 1960)
- 1874 - Emine Sultan, principessa ottomana († 1920)
- 1874 - Karel Hlaváček, poeta e pittore ceco († 1898)
- 1874 - Ernest Rouart, pittore e incisore francese († 1942)
- 1875 - Frank Craven, attore, sceneggiatore e regista statunitense († 1945)
- 1876 - Georg Brandt, generale tedesco († 1945)
- 1877 - Renzo Chiosso, scrittore, drammaturgo e sceneggiatore italiano († 1949)
- 1877 - Constance Pascal, psichiatra rumena († 1937)
- 1879 - Carlo Biscaretti di Ruffia, illustratore, storico e progettista italiano († 1959)
- 1879 - Silvio Flor, politico italiano († 1938)
- 1879 - Max Leuthe, calciatore austriaco († 1945)
- 1879 - Luigi Michelotti, giornalista italiano († 1967)
- 1880 - Aliye Sultan, principessa ottomana († 1903)
- 1880 - Angiolo D'Andrea, pittore e illustratore italiano († 1942)
- 1880 - Attilio Ubertalli, dirigente sportivo italiano († 1963)
- 1881 - Vincenzo Lancia, pilota automobilistico e imprenditore italiano († 1937)
- 1881 - Achille Majeroni, attore e doppiatore italiano († 1964)
- 1882 - Alberto Pasquali, attore teatrale e attore italiano († 1929)
- 1882 - Willy Pogany, illustratore e scenografo ungherese († 1955)
- 1882 - Mario Righetti, abate italiano († 1975)
- 1882 - Maurilio Silvani, arcivescovo cattolico e diplomatico italiano († 1947)
- 1882 - Eva Speyer, attrice tedesca († 1975)
- 1882 - Jaroslav Tuček, schermidore boemo
- 1883 - Amedeo Bocchi, pittore e scultore italiano († 1976)
- 1883 - Alberto Bonacossa, tennista, pattinatore artistico su ghiaccio e dirigente sportivo italiano († 1953)
- 1883 - Achille Grandi, politico e sindacalista italiano († 1946)
- 1883 - Giovan Battista Volpini, generale italiano († 1941)
- 1884 - Pietro Bernotti, militare italiano († 1915)
- 1884 - Filippo Caruso, generale e partigiano italiano († 1979)
- 1884 - Achille Lauri, storico italiano († 1965)
- 1885 - Elizabeth Lee Hazen, fisiologa e microbiologa statunitense († 1975)
- 1885 - James Irving Miller, giornalista statunitense († 1963)
- 1886 - Ferruccio Lantini, politico italiano († 1958)
- 1886 - Arthur Rosson, regista inglese († 1960)
- 1886 - Einar Torgersen, velista norvegese († 1946)
- 1886 - Paolo Zuccarelli, pilota automobilistico e ingegnere italiano († 1913)
- 1887 - Harry Hooper, giocatore di baseball statunitense († 1974)
- 1887 - Carl Møller, canottiere danese († 1948)
- 1887 - Jal'mar Teravajn, calciatore russo
- 1888 - Alberto Bimboni, compositore e direttore d'orchestra italiano († 1960)
- 1888 - Leo Bosschart, calciatore olandese († 1951)
- 1888 - Marcel Piquet, vescovo cattolico e missionario francese († 1966)
- 1889 - Emilio Brenta, ammiraglio italiano († 1978)
- 1889 - Rudolf Klapka, calciatore cecoslovacco († 1951)
- 1889 - George Passmore, giocatore di lacrosse statunitense († 1952)
- 1889 - Johan Jasper Abraham van Staveren, ammiraglio olandese († 1942)
- 1890 - Albert Deullin, aviatore e militare francese († 1923)
- 1890 - Duke Kahanamoku, nuotatore, surfista e attore statunitense († 1968)
- 1890 - Jean Rhys, scrittrice britannica († 1979)
- 1890 - Maria Timpanaro Cardini, filologa italiana († 1978)
- 1891 - Vann'Antò, poeta e traduttore italiano († 1960)
- 1892 - Bernard J. Durning, regista e attore statunitense († 1923)
- 1893 - Valentina Kuindži, attrice sovietica († 1969)
- 1893 - Franco Schirato, attore e direttore del doppiaggio italiano († 1971)
- 1893 - Reginald Soar, aviatore britannico († 1971)
- 1894 - Giovanni Berta, attivista italiano († 1921)
- 1894 - Rudolf Geiger, climatologo e meteorologo tedesco († 1981)
- 1894 - Robert Giertsen, velista norvegese († 1978)
- 1894 - Andrew Edward McKeever, militare e aviatore canadese († 1919)
- 1894 - Elisha Scott, allenatore di calcio e calciatore nordirlandese († 1959)
- 1895 - Paulo de Tarso Campos, arcivescovo cattolico brasiliano († 1970)
- 1895 - Richard James Cushing, cardinale statunitense († 1970)
- 1895 - Abdul Rahman di Negeri Sembilan, sovrano malese († 1960)
- 1895 - Victor Halperin, regista, sceneggiatore e produttore cinematografico statunitense († 1983)
- 1895 - Morris Kharasch, chimico ucraino († 1957)
- 1895 - Guido Masiero, ufficiale e aviatore italiano († 1942)
- 1895 - Luigi Morelli, politico e sindacalista italiano († 1954)
- 1896 - Paul Funk, calciatore svizzero († 1952)
- 1896 - Camillo Pellizzi, saggista, sociologo e politologo italiano († 1979)
- 1896 - Moriaki Shimizu, generale e diplomatico giapponese († 1979)
- 1896 - Atanasio Soldati, pittore italiano († 1953)
- 1897 - Gertrude Bambrick, attrice e coreografa statunitense († 1974)
- 1897 - Boris Kaufman, direttore della fotografia russo († 1980)
- 1897 - Achille Stuani, politico italiano († 1976)
- 1898 - Esther Carena, attrice e costumista tedesca († 1972)
- 1898 - Augusto Černigoj, pittore sloveno († 1985)
- 1898 - Fred Rose, cantautore statunitense († 1954)
- 1899 - Giuseppe Amato, produttore cinematografico, attore e sceneggiatore italiano († 1964)
- 1899 - Jorge Luis Borges, scrittore, poeta e saggista argentino († 1986)
- 1899 - Kathryn Carver, attrice statunitense († 1947)
- 1899 - Albert Claude, medico belga († 1983)
- 1899 - Max Näther, militare e aviatore tedesco († 1919)
- 1899 - Francesco Olivucci, pittore e incisore italiano († 1985)
- 1899 - Luigi Sbano, avvocato, politico e giornalista italiano († 1955)
- 1900 - Domenico Bastianini, militare e marinaio italiano († 1941)
- 1900 - Leonardo Conti, medico e militare svizzero († 1945)
- 1900 - Stanis Dessy, pittore, incisore e scultore italiano († 1986)
- 1900 - Preston Foster, attore e cantante statunitense († 1970)
- 1900 - John C. Waldron, aviatore statunitense († 1942)
- 1900 - Eduard Wolpers, calciatore tedesco († 1976)

## XX secolo(832)
- 1901 - Edmund Germer, inventore tedesco († 1987)
- 1901 - Semën Aranovič Geršgorin, matematico sovietico († 1933)
- 1901 - Nicky Kirsch, calciatore lussemburghese († 1983)
- 1901 - Andrej Kostričkin, attore sovietico († 1973)
- 1902 - Fernand Braudel, storico francese († 1985)
- 1902 - Carlo Gambino, mafioso italiano († 1976)
- 1902 - Ohannés Gurekian, ingegnere e alpinista italiano († 1984)
- 1903 - Peppino De Filippo, attore, comico e drammaturgo italiano († 1980)
- 1903 - Karl Hanke, generale e politico tedesco († 1945)
- 1903 - Carl Hartmann, calciatore tedesco († 1943)
- 1903 - Maria Lazzari, partigiana italiana († 1945)
- 1903 - Hanni Reinwald, modella e attrice tedesca († 1978)
- 1903 - Graham Vivian Sutherland, pittore britannico († 1980)
- 1903 - Willi Winkler, calciatore tedesco († 1967)
- 1903 - Ede Zathureczky, violinista e musicologo ungherese († 1959)
- 1904 - Antonio Berti, scultore e medaglista italiano († 1990)
- 1904 - Mary Burchell, attivista e scrittrice britannica († 1986)
- 1904 - Itala Mela, mistica, teologa e religiosa italiana († 1957)
- 1904 - Aparicio Méndez, politico uruguaiano († 1988)
- 1904 - Llewellyn Thompson, diplomatico statunitense († 1972)
- 1905 - Egidio Bullesi, operaio e marinaio italiano († 1929)
- 1905 - Arthur Crudup, musicista statunitense († 1974)
- 1905 - Siaka Stevens, politico sierraleonese († 1988)
- 1906 - Otto Berg, lunghista norvegese († 1991)
- 1906 - Ludwig Wenz, calciatore tedesco († 1968)
- 1907 - Ernesto Calzavara, poeta e saggista italiano († 2000)
- 1907 - Bruno Giacometti, architetto svizzero († 2012)
- 1907 - Aleksander Laak, militare estone († 1960)
- 1907 - Teté, calciatore e allenatore di calcio brasiliano († 1962)
- 1907 - Archimede Valeriani, calciatore italiano († 1941)
- 1907 - Cornelia de Jong, olandese
- 1908 - Milton Wexler, psicoanalista statunitense († 2007)
- 1909 - Arrigo Beccari, presbitero e educatore italiano († 2005)
- 1909 - Horst Böhme, agente segreto tedesco († 1945)
- 1909 - René Lavocat, paleontologo e geologo francese († 2007)
- 1909 - Manlio Sarra, pittore italiano († 1986)
- 1910 - Francesco Acton, marinaio e storico dell'arte italiano († 1997)
- 1911 - Victor Barna, tennistavolista ungherese († 1972)
- 1911 - Cornelio Fabro, presbitero, teologo e filosofo italiano († 1995)
- 1911 - Seymour Fogel, pittore e scultore statunitense († 1984)
- 1912 - Cesarina Carletti, partigiana, antifascista e brigatista italiana († 1988)
- 1912 - Howard Everest Hinton, entomologo britannico († 1977)
- 1912 - Joe Leson, cestista statunitense († 1967)
- 1913 - Dorothy Comingore, attrice statunitense († 1971)
- 1913 - Malcolm Knowles, educatore statunitense († 1997)
- 1913 - Vincenzo Mazzei, politico italiano († 2010)
- 1913 - Rinaldo Lorenzi, militare italiano
- 1914 - Giovanni De Totto, scrittore, poeta e politico italiano († 1995)
- 1914 - Alberto Della Beffa, bobbista italiano († 1969)
- 1914 - Pietro Ferrari, calciatore italiano († 1982)
- 1914 - Rolf Holmberg, calciatore norvegese († 1979)
- 1914 - Pëtr Afanas'evič Pokryšev, aviatore e militare sovietico († 1967)
- 1914 - Andrea Viglione, generale italiano († 1992)
- 1915 - Inge Birkmann, attrice tedesca († 2004)
- 1915 - Wynonie Harris, cantante statunitense († 1969)
- 1915 - Ángel Magaña, attore argentino († 1982)
- 1915 - Emmett Morrison, cestista statunitense († 1993)
- 1916 - Bartolomé Colombo, calciatore argentino († 1989)
- 1916 - Léo Ferré, cantautore, poeta e scrittore monegasco († 1993)
- 1916 - Hugh Franklin, attore statunitense († 1986)
- 1916 - John Victor Murra, sociologo e antropologo statunitense († 2006)
- 1916 - Saúl Ongaro, calciatore argentino († 2004)
- 1916 - Ruy de Freitas, cestista e allenatore di pallacanestro brasiliano († 2012)
- 1916 - Hal Smith, attore e doppiatore statunitense († 1994)
- 1917 - Arthur Burge, pallanuotista australiano († 1995)
- 1918 - Jack Collins, attore statunitense († 2005)
- 1918 - Avery Dulles, cardinale, teologo e gesuita statunitense († 2008)
- 1918 - Arduino Forgiarini, militare italiano († 1940)
- 1918 - Augusto Frigo, saltatore con gli sci italiano († 2004)
- 1918 - Abdallah Ibrahim, politico marocchino († 2005)
- 1919 - Tosia Altman, partigiana polacca († 1943)
- 1919 - Carlos Julio Arosemena Monroy, politico ecuadoriano († 2004)
- 1919 - Renato Ballarin, politico italiano († 2002)
- 1919 - Benny Moré, cantante cubano († 1963)
- 1919 - Karl Schnieke, calciatore tedesco orientale († 1974)
- 1920 - Alex Colville, pittore canadese († 2013)
- 1920 - Jean Desailly, attore francese († 2008)
- 1920 - Ermes Farina, partigiano e ingegnere italiano († 2006)
- 1921 - Sky Carron, bobbista statunitense († 1964)
- 1921 - Alberto Longoni, artista italiano († 1991)
- 1921 - Ercole Rabitti, allenatore di calcio e calciatore italiano († 2009)
- 1921 - Sam Tingle, pilota automobilistico zimbabwese († 2008)
- 1922 - Luis Gómez-Montejano, imprenditore e dirigente sportivo spagnolo († 2017)
- 1922 - Mario Leone, politico italiano († 2013)
- 1922 - René Lévesque, politico e giornalista canadese († 1987)
- 1922 - Vittorio Marandola, carabiniere italiano († 1944)
- 1922 - Renzo Suozzi, calciatore italiano († 2017)
- 1922 - Marie-Louise Tenèze, etnologa francese († 2016)
- 1922 - Howard Zinn, storico, saggista e attivista statunitense († 2010)
- 1923 - Pierre Barillet, drammaturgo e scrittore francese († 2019)
- 1923 - Helena Carter, attrice statunitense († 2000)
- 1923 - Joan Chandler, attrice statunitense († 1979)
- 1923 - June Dayton, attrice statunitense († 1994)
- 1923 - Julij Jur'evič Karasik, regista sovietico († 2005)
- 1923 - Matthew Lipman, insegnante, scrittore e filosofo statunitense († 2010)
- 1923 - Ivo Lorenzi, giocatore di curling e dirigente sportivo italiano († 2013)
- 1923 - Luigi Poli, generale e politico italiano († 2013)
- 1923 - Marcel Van Der Auwera, schermidore belga († 2008)
- 1924 - Ferdinando Agnini, partigiano e antifascista italiano († 1944)
- 1924 - Ahmadou Ahidjo, politico camerunese († 1989)
- 1924 - Jimmy Gardner, attore inglese († 2010)
- 1925 - Shirley Hufstedler, politica statunitense († 2016)
- 1925 - Nino Nipote, cantante italiano († 1997)
- 1926 - Nisim Aloni, drammaturgo e traduttore israeliano († 1998)
- 1926 - Dale Hennesy, scenografo statunitense († 1981)
- 1926 - Gino Marinacci, flautista, sassofonista e compositore italiano († 1982)
- 1926 - Raffaele Ursini, imprenditore italiano († 2008)
- 1926 - Florestano Vancini, regista e sceneggiatore italiano († 2008)
- 1927 - Renzo Cattaneo, partigiano italiano († 1944)
- 1927 - Guido Ceronetti, poeta e aforista italiano († 2018)
- 1927 - Norbert Kamp, storico tedesco († 1999)
- 1927 - Pierre Magnard, filosofo francese
- 1927 - Harry Markowitz, economista statunitense († 2023)
- 1927 - Emilio Pozzan, ex calciatore italiano
- 1927 - Edoardo Semenza, geologo italiano († 2002)
- 1928 - Oliviero Belcastro, calciatore italiano († 1996)
- 1928 - Peter Z. Geer, politico statunitense († 1997)
- 1928 - Frederick Hawthorne, chimico statunitense († 2021)
- 1928 - Antonio Ozores, attore e regista spagnolo († 2010)
- 1928 - Fabio Pittorru, sceneggiatore, regista e scrittore italiano († 1995)
- 1929 - Alice di Lussemburgo, principessa lussemburghese († 2019)
- 1929 - Yasser Arafat, politico e militare palestinese († 2004)
- 1929 - Mohammad Beheshti, scrittore, politico e giurista iraniano († 1981)
- 1929 - Dino De Poli, politico italiano († 2020)
- 1929 - Lilia Landi, attrice italiana († 2019)
- 1929 - Pierre Mazeaud, alpinista, giurista e politico francese
- 1929 - Dominik Smole, scrittore e drammaturgo jugoslavo († 1992)
- 1930 - Jackie Brenston, cantante e sassofonista statunitense († 1979)
- 1930 - Pedro Consuegra, pallanuotista argentino († 2000)
- 1930 - Tuanku Bahiyah, sovrana malese († 2003)
- 1931 - Helen Fletcher, tennista britannica († 2022)
- 1931 - Hubertus von Pilgrim, scultore e incisore tedesco
- 1931 - Franca Tamantini, attrice italiana († 2014)
- 1932 - Jim Aparo, fumettista statunitense († 2005)
- 1932 - Cormac Murphy-O'Connor, cardinale e arcivescovo cattolico britannico († 2017)
- 1932 - William Morgan Sheppard, attore e doppiatore britannico († 2019)
- 1933 - Livio Caputo, giornalista, scrittore e politico italiano († 2021)
- 1933 - Hamilton Richardson, tennista statunitense († 2006)
- 1934 - Kenny Baker, attore britannico († 2016)
- 1934 - Ettore Sordini, pittore italiano († 2012)
- 1934 - Ricardo Trigilli, allenatore di calcio e calciatore argentino († 2010)
- 1934 - Fernando José de França Dias Van-Dúnem, politico e diplomatico angolano († 2024)
- 1935 - Cesare Colombo, fotografo italiano († 2016)
- 1935 - Milena Di Giuseppantonio, cantante lirica italiana († 2007)
- 1935 - Tsutomu Hata, politico giapponese († 2017)
- 1935 - Jonathan Howe, ammiraglio statunitense
- 1935 - Christian Liger, scrittore francese († 2002)
- 1936 - Manuel Bermúdez Arias, calciatore spagnolo († 2016)
- 1936 - Antonia Susan Byatt, scrittrice e critica letteraria britannica († 2023)
- 1936 - William J. Coyne, politico statunitense († 2013)
- 1936 - Tivadar Monostori, allenatore di calcio e calciatore ungherese († 2014)
- 1937 - Moshood Abiola, politico e imprenditore nigeriano († 1998)
- 1937 - Bob Anderegg, cestista statunitense († 2024)
- 1937 - Alvise Battain, attore e doppiatore italiano († 2023)
- 1937 - Gary Burrell, imprenditore e ingegnere elettrico statunitense († 2019)
- 1937 - Felice Colombo, imprenditore e dirigente sportivo italiano
- 1937 - Waldemar Kaszubski, ex calciatore polacco
- 1937 - Walter Luchetti, agronomo italiano
- 1937 - Connie Mason, modella e attrice statunitense
- 1937 - Guido Pistocchi, trombettista, cantante e arrangiatore italiano († 2022)
- 1937 - Giovanni Tantillo, dirigente d'azienda italiano († 2005)
- 1938 - Charles Calello, cantante, compositore e direttore d'orchestra statunitense
- 1938 - David Freiberg, cantante, bassista e violinista statunitense
- 1938 - Noboru Ishiguro, regista, sceneggiatore e animatore giapponese († 2012)
- 1938 - Giorgio Rossetti, politico italiano
- 1938 - Mason Williams, chitarrista e compositore statunitense
- 1939 - Max Bunker, fumettista, scrittore e editore italiano
- 1939 - Erminio Tuzzi, politico italiano
- 1940 - Paul Bateson, assassino statunitense († 2012)
- 1940 - Toshio Shōji, nuotatore giapponese († 2023)
- 1940 - Gaudenzio Tonoli, ex ciclista su strada italiano
- 1941 - Jürgen Eschert, ex canoista tedesco
- 1941 - Paola Pitagora, attrice e cantante italiana
- 1941 - Jean Plaskie, calciatore belga († 2017)
- 1941 - Hans-Georg Reimann, ex marciatore tedesco
- 1941 - Renzo Rossellini, produttore cinematografico e regista italiano
- 1941 - Peppino Tanti, ex sollevatore italiano
- 1942 - Barthélemy Adoukonou, vescovo cattolico beninese
- 1942 - Eraldo Bocci, ex ciclista su strada italiano
- 1942 - Cecco Bonanotte, scultore italiano
- 1942 - Gero Caldarelli, mimo e attore italiano († 2017)
- 1942 - Max Cleland, politico e militare statunitense († 2021)
- 1942 - Dai Qing, scrittrice e giornalista cinese
- 1942 - Howard Jacobson, scrittore, romanziere e umorista britannico
- 1942 - Patty Kempner, ex nuotatrice statunitense
- 1942 - Ernst-Joachim Küppers, nuotatore tedesco († 2025)
- 1942 - Egon Madsen, ballerino e direttore artistico danese
- 1942 - Giovanni Migliorati, vescovo cattolico e missionario italiano († 2016)
- 1942 - Abdollah Saedi, calciatore iraniano († 1977)
- 1942 - Jurij Sevidov, allenatore di calcio e calciatore sovietico († 2010)
- 1942 - Karen Uhlenbeck, matematica statunitense
- 1943 - John Cipollina, chitarrista statunitense († 1989)
- 1943 - Angelo Mezzanotte, fotografo italiano († 2009)
- 1943 - Mae Louise Miller, attivista statunitense († 2014)
- 1944 - Christine Chubbuck, giornalista e conduttrice televisiva statunitense († 1974)
- 1944 - Graziella Fumagalli, medico italiano († 1995)
- 1944 - Bill Goldsworthy, hockeista su ghiaccio e allenatore di hockey su ghiaccio canadese († 1996)
- 1944 - Gregory Jarvis, astronauta statunitense († 1986)
- 1944 - Rocky Johnson, wrestler e pugile canadese († 2020)
- 1944 - Giovanni Sabbatucci, storico e giornalista italiano († 2024)
- 1944 - Roberto Villetti, politico italiano († 2019)
- 1945 - Giuseppe Ausilio Bertoli, scrittore italiano
- 1945 - Ronee Blakley, cantautrice, musicista e attrice statunitense
- 1945 - Malcolm Duncan, sassofonista britannico († 2019)
- 1945 - Renzo Finelli, ex mezzofondista e allenatore di atletica leggera italiano
- 1945 - Cástulo Guerra, attore argentino
- 1945 - Ken Hensley, tastierista, polistrumentista e cantante britannico († 2020)
- 1945 - Marsha P. Johnson, attivista statunitense († 1992)
- 1945 - Héctor Libertella, scrittore argentino († 2006)
- 1945 - Iain Mackay-Dick, generale britannico
- 1945 - Vince McMahon, imprenditore statunitense
- 1946 - Vic Akers, allenatore di calcio e ex calciatore inglese
- 1946 - Giampiero Dalle Vedove, calciatore italiano († 2016)
- 1946 - Božidar Ivanović, scacchista e politico montenegrino
- 1946 - Rick Loomis, autore di giochi statunitense († 2019)
- 1946 - Raymond Moore, ex tennista sudafricano
- 1946 - Francesco Oddo, allenatore di calcio e dirigente sportivo italiano
- 1946 - Richard Noel Richards, ex astronauta statunitense
- 1946 - Manfred Zapf, allenatore di calcio e ex calciatore tedesco orientale
- 1947 - Anne Archer, attrice statunitense
- 1947 - Paulo Coelho, scrittore, poeta e blogger brasiliano
- 1947 - Raven De La Croix, attrice, costumista e ballerina statunitense
- 1947 - Roger De Vlaeminck, ex ciclista su strada, pistard e ciclocrossista belga
- 1947 - Ronald William Gainer, vescovo cattolico statunitense
- 1947 - Alessandro Lucidi, montatore e regista italiano
- 1947 - Joe Manchin, politico statunitense
- 1947 - Lloyd McLean, calciatore giamaicano († 2017)
- 1947 - Steve Pearce, politico statunitense
- 1947 - Davide Rampello, regista televisivo e direttore artistico italiano
- 1948 - Nana Džordžadze, regista, attrice e sceneggiatrice georgiana
- 1948 - Sebastiano Favero, ingegnere italiano
- 1948 - Jacques Fieschi, sceneggiatore francese
- 1948 - Jean-Michel Jarre, musicista e compositore francese
- 1948 - Alexander McCall Smith, scrittore e giurista britannico
- 1948 - Sauli Niinistö, politico e avvocato finlandese
- 1948 - Fran O'Hanlon, ex cestista e allenatore di pallacanestro statunitense
- 1948 - Vicente Sotto III, politico, attore e comico filippino
- 1948 - Andrea Turazzi, vescovo cattolico italiano
- 1949 - Oleg Burlakov, imprenditore russo († 2021)
- 1949 - Pia Degermark, attrice svedese
- 1949 - Anna Fisher, ex astronauta e chimica statunitense
- 1949 - Bella Galil, biologa marina israeliana
- 1949 - Bob Holden, politico statunitense
- 1949 - Natal'ja Lebedeva, ex ostacolista sovietica
- 1949 - Paulo Guedes, economista e politico brasiliano
- 1949 - Diana Ossana, sceneggiatrice e produttrice cinematografica statunitense
- 1949 - Roberto Pereira, ex calciatore cubano
- 1949 - Joe Regalbuto, attore statunitense
- 1949 - Arnaldo Saccomani, produttore discografico, imprenditore e personaggio televisivo brasiliano († 2020)
- 1949 - David Zwilling, ex sciatore alpino austriaco
- 1950 - Marc Aaronson, astronomo statunitense († 1987)
- 1950 - John Banaszak, ex giocatore di football americano statunitense
- 1950 - Terrence William Deacon, antropologo statunitense
- 1950 - Renato Genovese, giornalista e scrittore italiano
- 1950 - Eliza Gilkyson, cantautrice e musicista statunitense
- 1950 - Andrej Jakubik, allenatore di calcio e ex calciatore sovietico
- 1950 - Ami Mandelman, cantante, attore e doppiatore israeliano
- 1950 - Bob Nash, ex cestista e allenatore di pallacanestro statunitense
- 1950 - Ansley Truitt, cestista statunitense († 2021)
- 1951 - Tony Amendola, attore e doppiatore statunitense
- 1951 - Mireille Bauer, percussionista e vibrafonista francese
- 1951 - Hélmer Herrera Buitrago, criminale colombiano († 1998)
- 1951 - Orson Scott Card, scrittore statunitense
- 1951 - Jeffrey Friedman, regista e produttore cinematografico statunitense
- 1951 - Oscar Hijuelos, scrittore statunitense († 2013)
- 1951 - Jean-Paul Rebatet, allenatore di pallacanestro francese
- 1951 - Massimo Silva, allenatore di calcio e ex calciatore italiano
- 1951 - Carla Urban, giornalista, conduttrice televisiva e autrice televisiva italiana
- 1952 - Davide Bassan, scenografo italiano († 2010)
- 1952 - Bob Corker, politico statunitense
- 1952 - Veronika Hesse, ex fondista tedesca
- 1952 - Linton Kwesi Johnson, cantante e poeta giamaicano
- 1952 - Wolfgang Mager, ex canottiere tedesco
- 1952 - Beniamino Quintieri, economista e manager italiano
- 1952 - Mike Shanahan, allenatore di football americano statunitense
- 1952 - Rubén Tierrablanca González, vescovo cattolico e teologo messicano († 2020)
- 1952 - Charles Ward, ballerino statunitense († 1986)
- 1953 - Sascha Anderson, scrittore e editore tedesco
- 1953 - Roberto Bonetto, imprenditore e dirigente sportivo italiano
- 1953 - Sam Torrance, golfista scozzese
- 1953 - Elfi Zinn, ex mezzofondista tedesca orientale
- 1954 - Ol'ga Baryševa, ex cestista e allenatrice di pallacanestro sovietica
- 1954 - Billy Chau, attore, kickboxer e artista marziale canadese
- 1954 - Leonard Foglia, regista teatrale, librettista e romanziere statunitense
- 1954 - Rick McCallum, produttore cinematografico e produttore televisivo statunitense
- 1954 - Simo Nikolić, ex calciatore jugoslavo
- 1954 - Heini Otto, allenatore di calcio e ex calciatore olandese
- 1954 - Lina Polito, attrice italiana
- 1954 - Jan Ingemann Sørensen, ex calciatore danese
- 1954 - Gabriele Wetzko, ex nuotatrice tedesca orientale
- 1955 - Geminello Alvi, economista e scrittore italiano
- 1955 - Giovanni Di Pillo, giornalista e telecronista sportivo italiano († 2022)
- 1955 - Mike Huckabee, politico statunitense
- 1955 - Roberto Renzi, dirigente sportivo e ex calciatore italiano
- 1955 - Johan Van Overtveldt, politico, giornalista e editore belga
- 1956 - Chu Tien-wen, scrittrice e sceneggiatrice taiwanese
- 1956 - John Culberson, politico statunitense
- 1956 - Kevin Dunn, attore statunitense
- 1956 - Ulrich Egen, allenatore di hockey su ghiaccio, dirigente sportivo e ex hockeista su ghiaccio tedesco
- 1956 - Ebrahim Ghasempour, allenatore di calcio e ex calciatore iraniano
- 1956 - Christiane Knetsch, ex canottiera tedesca
- 1956 - Diego Penocchio, imprenditore e dirigente sportivo italiano
- 1956 - Francesca Zambello, regista teatrale e direttrice artistica statunitense
- 1957 - Stephen Fry, attore, comico e scrittore britannico
- 1957 - Vjačaslaŭ Janoŭski, ex pugile bielorusso
- 1957 - Sergio Lira, ex calciatore messicano
- 1957 - Toine van Mierlo, ex calciatore olandese
- 1957 - Edward Neumeier, sceneggiatore statunitense
- 1957 - Mauro Patelli, chitarrista italiano
- 1957 - Michel Poffet, ex schermidore svizzero
- 1957 - Norbert Trieloff, ex calciatore tedesco orientale
- 1958 - Craig Buck, ex pallavolista e ex giocatore di beach volley statunitense
- 1958 - Steve Guttenberg, attore, regista e comico statunitense
- 1958 - Okey Isima, calciatore nigeriano († 2013)
- 1958 - William Mangion, cantante maltese
- 1958 - Juan Nelson, bassista statunitense († 2021)
- 1958 - Chris Offutt, scrittore e sceneggiatore statunitense
- 1958 - Olaf Prenzler, ex velocista tedesco
- 1958 - Yan Lianke, scrittore cinese
- 1959 - Michael Andersson, allenatore di calcio e ex calciatore svedese
- 1959 - Hernán Borja, calciatore, giocatore di calcio a 5 e allenatore di calcio ecuadoriano († 2021)
- 1959 - Massimo Costantini, ex hockeista su ghiaccio italiano
- 1959 - Cetteo Di Mascio, allenatore di calcio e dirigente sportivo italiano
- 1959 - Rodrigo García, regista, sceneggiatore e direttore della fotografia colombiano
- 1959 - Linda Hogan, personaggio televisivo statunitense
- 1959 - Wes Matthews, allenatore di pallacanestro e ex cestista statunitense
- 1959 - Veljko Petranović, ex cestista e allenatore di pallacanestro sloveno
- 1959 - Senno Salzwedel, sollevatore tedesco († 2023)
- 1959 - Gary Sampson, ex hockeista su ghiaccio statunitense
- 1960 - Manuel Abad, ex calciatore spagnolo
- 1960 - Kim Christofte, ex calciatore danese
- 1960 - Ivano Comba, calciatore italiano († 2022)
- 1960 - Roberto Draghetti, doppiatore e direttore del doppiaggio italiano († 2020)
- 1960 - Frédéric Hufnagel, ex cestista e allenatore di pallacanestro francese
- 1960 - Steven Lindsey, ex astronauta statunitense
- 1960 - Takashi Miike, regista, sceneggiatore e attore giapponese
- 1960 - Jimmy Montanero, ex calciatore ecuadoriano
- 1960 - Eli Pasquale, cestista canadese († 2019)
- 1960 - Cal Ripken, Jr., ex giocatore di baseball statunitense
- 1960 - Dan Ruland, ex cestista statunitense
- 1960 - Franz Viehböck, astronauta austriaco
- 1961 - Mark Bedford, bassista britannico
- 1961 - Alberto Cavanna, scrittore, traduttore e illustratore italiano
- 1961 - Jared Harris, attore britannico
- 1961 - Clay Higgins, politico statunitense
- 1961 - Juan Antonio Felipe Gallego, ex calciatore spagnolo
- 1961 - Víctor Mendoza Cevallos, ex calciatore ecuadoriano
- 1961 - Bojana Mitreva, ex cestista bulgara
- 1961 - Murajica Pajič, allenatore di hockey su ghiaccio e ex hockeista su ghiaccio sloveno
- 1961 - Mark Protosevich, sceneggiatore statunitense
- 1961 - Sigfrido Ranucci, giornalista e autore televisivo italiano
- 1961 - Stéphane Richard, imprenditore francese
- 1961 - Tiger Shaw, dirigente d'azienda, dirigente sportivo e ex sciatore alpino statunitense
- 1962 - François Braun, politico francese
- 1962 - Martine Campi, ex cestista francese
- 1962 - Peter Eccles, ex calciatore irlandese
- 1962 - Craig Kilborn, attore e conduttore televisivo statunitense
- 1962 - David Koechner, attore, comico e musicista statunitense
- 1962 - Lourdes Lozano, ex schermitrice messicana
- 1962 - Petar Novák, ex calciatore cecoslovacco
- 1962 - Emile Roemer, politico olandese
- 1962 - Ali Smith, scrittrice britannica
- 1962 - Mary Weber, ex astronauta e ingegnere statunitense
- 1963 - Enrica Barbano, costumista italiana
- 1963 - John Bush, cantante statunitense
- 1963 - Mike Dean, bassista statunitense
- 1963 - Claudio García, allenatore di calcio e ex calciatore argentino
- 1963 - Ivan Guerrerio, scrittore italiano († 2025)
- 1963 - Hideo Kojima, autore di videogiochi giapponese
- 1963 - Scott Lobdell, fumettista statunitense
- 1963 - Cristina Quintarelli, nuotatrice italiana († 2023)
- 1963 - Peter Rufai, calciatore nigeriano († 2025)
- 1963 - Yrsa Sigurðardóttir, scrittrice islandese
- 1963 - Jonathan Webb, ex rugbista a 15 e chirurgo britannico
- 1963 - Kirk Wise, regista statunitense
- 1964 - Wael Sulaiman Al-Habashi, ex calciatore kuwaitiano
- 1964 - Éric Bernard, ex pilota automobilistico francese
- 1964 - Mike Black, ex giocatore di football americano statunitense
- 1964 - Monica Bonon, ex nuotatrice italiana
- 1964 - Oteil Burbridge, bassista e compositore statunitense
- 1964 - Mark Cerny, autore di videogiochi e programmatore statunitense
- 1964 - Hans Jürg Domenig, imprenditore e scrittore svizzero
- 1964 - Evandro Luís Saraiva, ex cestista brasiliano
- 1964 - Eduard Fernández, attore spagnolo
- 1964 - José Luis González Vázquez, ex calciatore spagnolo
- 1964 - Dana Gould, attore, comico e doppiatore statunitense
- 1964 - Carlos Hermosillo, ex calciatore messicano
- 1964 - Kim Ok, politica nordcoreana
- 1964 - Pierre Kiều Công Tùng, vescovo cattolico vietnamita
- 1964 - Mitch Malloy, cantante, compositore e produttore discografico statunitense
- 1964 - Ernesto Martino, militare italiano
- 1964 - Manlio Molinari, ex mezzofondista e velocista sammarinese
- 1964 - Darjan Petrič, ex nuotatore jugoslavo
- 1964 - Oleksandr Prosvirnin, combinatista nordico sovietico († 2010)
- 1964 - Leroy Rosenior, allenatore di calcio e ex calciatore sierraleonese
- 1964 - Saližan Šakirovič Šaripov, cosmonauta russo
- 1964 - Valérie Tong Cuong, scrittrice francese
- 1965 - Roberto Andreucci, produttore cinematografico, produttore televisivo e attore italiano
- 1965 - Sylvia Eder, ex sciatrice alpina austriaca
- 1965 - Marc Maes, ex giocatore di calcio a 5 belga
- 1965 - Marlee Matlin, attrice statunitense
- 1965 - Reggie Miller, ex cestista statunitense
- 1965 - Carol Montgomery, ex triatleta canadese
- 1965 - Giacomo Morandi, arcivescovo cattolico italiano
- 1965 - Peter Pokai, ex cestista neozelandese
- 1965 - Fernando Roese, ex tennista brasiliano
- 1966 - Ahn Gil-kang, attore sudcoreano
- 1966 - Fabrizio D'Ascenzo, economista italiano
- 1966 - Nick Denton, imprenditore, giornalista e blogger britannico
- 1966 - Eric Edwards, attore statunitense
- 1966 - Tamara Esteri, ex schermitrice cubana
- 1966 - Masamichi Katayama, architetto giapponese
- 1966 - Ivo Rudiferia, ex snowboarder italiano
- 1966 - Jon Sieben, ex nuotatore australiano
- 1966 - Lars-Anders Wahlgren, ex tennista svedese
- 1967 - Jan Eriksson, ex calciatore svedese
- 1967 - Andrea Ferro, sportivo italiano
- 1967 - Bob Kula, ex giocatore di football americano statunitense
- 1967 - Judianna Makovsky, costumista statunitense
- 1967 - Doug Roth, ex cestista statunitense
- 1967 - Michael Thomas, ex calciatore inglese
- 1968 - Angélica Dueñas, ex schermitrice messicana
- 1968 - Shoichi Funaki, ex wrestler giapponese
- 1968 - Andreas Kisser, chitarrista brasiliano
- 1968 - Hiroshi Kitadani, cantante giapponese
- 1968 - John McGuire, politico statunitense
- 1968 - Porter Moser, ex cestista e allenatore di pallacanestro statunitense
- 1968 - Luis Carlos Salvador Martínez, ex calciatore spagnolo
- 1968 - Marita Taavitsainen, cantante finlandese
- 1968 - James Toney, ex pugile statunitense
- 1969 - Pierfrancesco Favino, attore e produttore cinematografico italiano
- 1969 - Jürg Grossen, politico svizzero
- 1969 - Sabino Iannuzzi, vescovo cattolico italiano
- 1969 - Jans Koerts, ex ciclista su strada olandese
- 1969 - Jean-Victor Lavril, ex calciatore francese
- 1969 - Cyrille Magnier, ex calciatore francese
- 1969 - Stefano Selva, tiratore a volo sammarinese
- 1969 - John Tobias, programmatore statunitense
- 1970 - Marcello Abbondanza, allenatore di pallavolo italiano
- 1970 - Guido Alvarenga, ex calciatore paraguaiano
- 1970 - Michelangelo Cauz, ex ciclista su strada italiano
- 1970 - Juan Copa, allenatore di hockey su pista e ex hockeista su pista spagnolo
- 1970 - Enrico Giaretta, cantautore italiano
- 1970 - Dan Henderson, artista marziale misto e ex lottatore statunitense
- 1970 - Eduardo Jiguchi, ex calciatore boliviano
- 1970 - Tugay Kerimoğlu, allenatore di calcio e ex calciatore turco
- 1970 - Juan Merino, allenatore di calcio, dirigente sportivo e ex calciatore spagnolo
- 1970 - Stephan Paßlack, ex calciatore tedesco
- 1970 - Gernot Reinstadler, sciatore alpino austriaco († 1991)
- 1970 - Nordik Ruhi, ex calciatore albanese
- 1970 - Kjetil Undset, ex canottiere norvegese
- 1970 - Vincenzo Viva, vescovo cattolico italiano
- 1971 - Evers Burns, ex cestista e allenatore di pallacanestro statunitense
- 1971 - Antoaneta Frenkeva, nuotatrice bulgara
- 1971 - Aileen McLeod, politica britannica
- 1971 - Frida Nacinovich, giornalista e scrittrice italiana
- 1971 - Heremaia Ngata, ex calciatore neozelandese
- 1971 - Amy Spanger, attrice e cantante statunitense
- 1972 - Juan Luis Barragán Rodríguez, ex giocatore di calcio a 5 spagnolo
- 1972 - Jason Bowen, ex calciatore gallese
- 1972 - Jean-Luc Brassard, ex sciatore freestyle canadese
- 1972 - Ava DuVernay, regista, sceneggiatrice e imprenditrice statunitense
- 1972 - Srdan Golubović, regista serbo
- 1972 - Alain Hernández, ex giocatore di calcio a 5 cubano
- 1972 - Joélcio Joerke, ex cestista brasiliano
- 1972 - Jost Pieper, attore tedesco
- 1972 - Christian Ruud, allenatore di tennis e ex tennista norvegese
- 1972 - Carlos Scala, ex giocatore di calcio a 5 brasiliano
- 1972 - Francesco Secchiari, ex ciclista su strada italiano
- 1972 - Fritz Strobl, ex sciatore alpino austriaco
- 1972 - Alessandro Trimarchi, ex pallavolista italiano
- 1972 - Todd Young, politico e militare statunitense
- 1972 - Ol'ga Zav'jalova, ex fondista russa
- 1973 - Corrado Antani, scrittore, sceneggiatore e drammaturgo italiano
- 1973 - Alberto Brembilla, ex cestista italiano
- 1973 - Inge de Bruijn, ex nuotatrice olandese
- 1973 - Andrew Brunette, allenatore di hockey su ghiaccio e ex hockeista su ghiaccio canadese
- 1973 - Dave Chappelle, attore, sceneggiatore e comico statunitense
- 1973 - Grey DeLisle, attrice, cantante e doppiatrice statunitense
- 1973 - Carmine Giovinazzo, attore statunitense
- 1973 - Ele Keats, attrice statunitense
- 1973 - Taylor Mac, artista, commediografo e regista teatrale statunitense
- 1973 - Barret Oliver, attore e fotografo statunitense
- 1973 - Fabio Pecchia, allenatore di calcio e ex calciatore italiano
- 1974 - Naser Al-Sohi, calciatore kuwaitiano († 2004)
- 1974 - Schumann Bah, ex calciatore francese
- 1974 - Órla Fallon, cantante e arpista irlandese
- 1974 - Jennifer Lien, attrice statunitense
- 1974 - Mihails Miholaps, ex calciatore lettone
- 1974 - Tristan Mombo, ex calciatore gabonese
- 1974 - Vilson Rosero, ex calciatore ecuadoriano
- 1974 - Stefano Stefanelli, militare italiano
- 1974 - Takuya Yamada, ex calciatore giapponese
- 1974 - Yang Jeong-ok, ex cestista sudcoreana
- 1975 - Kwesi Ameyaw, attore canadese
- 1975 - Trond Bjørnsen, ex calciatore norvegese
- 1975 - Roberto Colombo, dirigente sportivo e ex calciatore italiano
- 1975 - Erin Cottrell, attrice statunitense
- 1975 - James D'Arcy, attore e regista britannico
- 1975 - Joanna Jakimiuk, ex schermitrice polacca
- 1975 - Chiara Lico, giornalista, scrittrice e conduttrice televisiva italiana
- 1975 - Kelly McCarty, ex cestista e allenatore di pallacanestro statunitense
- 1975 - Drew Pearce, sceneggiatore e produttore cinematografico statunitense
- 1975 - Hayato Sakurai, artista marziale misto e kickboxer giapponese
- 1975 - Kurnia Sandy, ex calciatore indonesiano
- 1975 - Mindaugas Žukauskas, ex cestista lituano
- 1976 - Simon Dennis, ex canottiere britannico
- 1976 - Jorge Ferrío, ex ciclista su strada spagnolo
- 1976 - Leandro Melino Gomes, ex calciatore brasiliano
- 1976 - William Machado de Oliveira, ex calciatore brasiliano
- 1976 - Alex O'Loughlin, attore e produttore cinematografico australiano
- 1976 - Nordin Wooter, ex calciatore olandese
- 1976 - Yang Yang, ex pattinatrice di short track cinese
- 1977 - Jarkko Ahola, compositore, bassista e cantante finlandese
- 1977 - Euler Coelho Marques, ex giocatore di calcio a 5 brasiliano
- 1977 - Massimo Colomba, allenatore di calcio e ex calciatore svizzero
- 1977 - Cristina D'Alberto Rocaspana, attrice e ex modella italiana
- 1977 - Denílson de Oliveira Araújo, ex calciatore brasiliano
- 1977 - Robert Enke, calciatore tedesco († 2009)
- 1977 - Massimo Farioli, ex cestista italiano
- 1977 - Arnaud Gonzalez, ex calciatore francese
- 1977 - John Green, scrittore, youtuber e critico letterario statunitense
- 1977 - Jürgen Macho, allenatore di calcio e ex calciatore austriaco
- 1977 - Mattias Östberg, ex calciatore svedese
- 1978 - Francesco Allegretti, conduttore radiofonico italiano
- 1978 - Yves Allegro, allenatore di tennis e ex tennista svizzero
- 1978 - Mariano Barba, batterista italiano
- 1978 - Moisés Candelario, ex calciatore ecuadoriano
- 1978 - Andrea Cattani, allenatore di pallacanestro e ex cestista italiano
- 1978 - José Antonio Hermida, mountain biker e ciclocrossista spagnolo
- 1978 - Alex Lutz, attore, comico e regista francese
- 1978 - Karim Malpica, ex cestista messicano
- 1978 - Lydie Massard, politica francese
- 1978 - Derek Morris, ex hockeista su ghiaccio canadese
- 1978 - Barry Nicholson, allenatore di calcio e ex calciatore scozzese
- 1978 - James Obiorah, ex calciatore nigeriano
- 1978 - Beth Riesgraf, attrice statunitense
- 1978 - Faisal Sido El-Agab, ex calciatore sudanese
- 1978 - Francisco Trinaldo, artista marziale misto brasiliano
- 1979 - Adriano Barbosa Miranda da Luz, ex calciatore capoverdiano
- 1979 - Dario Biasi, ex calciatore italiano
- 1979 - Andrea Chiodi, regista teatrale italiano
- 1979 - Orlando Engelaar, ex calciatore olandese
- 1979 - Levi Jones, ex giocatore di football americano statunitense
- 1979 - Kaki King, chitarrista e compositrice statunitense
- 1979 - Katja Nyberg, ex pallamanista norvegese
- 1979 - Michael Redd, ex cestista statunitense
- 1980 - Sonja Bennett, attrice canadese
- 1980 - Rachael Carpani, attrice australiana
- 1980 - Giuseppe Colucci, dirigente sportivo e ex calciatore italiano
- 1980 - Marco Destro, cantante italiano
- 1980 - Paletti, cantautore italiano
- 1980 - Jackie Tohn, attrice e musicista statunitense
- 1981 - Roderick Briffa, ex calciatore maltese
- 1981 - Artem Buc'kyj, ex cestista ucraino
- 1981 - Hervé Bugnet, ex calciatore francese
- 1981 - Natalia Gussoni, ex tennista argentina
- 1981 - Jang Hak-young, calciatore sudcoreano
- 1981 - Antonio Jaramillo, attore messicano
- 1981 - Seth Kelsey, schermidore statunitense
- 1981 - Antonio Meeking, ex cestista statunitense
- 1981 - Chad Michael Murray, attore, modello e produttore televisivo statunitense
- 1981 - Federico Novella, giornalista, conduttore televisivo e autore televisivo italiano
- 1981 - Lorenzo Porzio, musicista e canottiere italiano
- 1981 - Andreas Schrott, allenatore di calcio e ex calciatore austriaco
- 1981 - Goran Šukalo, ex calciatore sloveno
- 1981 - Farshid Talebi, calciatore iraniano
- 1981 - Jiro Wang, modello, cantante e attore taiwanese
- 1982 - Anders Bardal, ex saltatore con gli sci norvegese
- 1982 - Michael Boley, giocatore di football americano statunitense
- 1982 - José Bosingwa, ex calciatore portoghese
- 1982 - Céline Imart, agricoltrice, sindacalista e politica francese
- 1982 - Kim Källström, ex calciatore svedese
- 1982 - Glenn Atle Larsen, ex calciatore norvegese
- 1982 - Mauricio Mina, ex calciatore colombiano
- 1982 - Dwayne Mitchell, ex cestista statunitense
- 1982 - Tomáš Mrázek, arrampicatore ceco
- 1983 - Pedro Calles, allenatore di pallacanestro spagnolo
- 1983 - Tullia Calzavara, golfista italiana
- 1983 - Antonio Campos, regista, sceneggiatore e produttore cinematografico statunitense
- 1983 - Leandro Domingues, calciatore brasiliano († 2025)
- 1983 - Brett Gardner, giocatore di baseball statunitense
- 1983 - Marcel Goc, ex hockeista su ghiaccio tedesco
- 1983 - Martha Higareda, attrice messicana
- 1983 - Brandon McKinney, ex giocatore di football americano statunitense
- 1983 - Cyrille Monnerais, ex ciclista su strada francese
- 1983 - Odín Patiño, ex calciatore messicano
- 1983 - Paulo Roberto Sobrinho, ex calciatore brasiliano
- 1983 - Tino Sabbatelli, wrestler e ex giocatore di football americano statunitense
- 1984 - Abdel Amari, ex calciatore sudanese
- 1984 - Blake Berris, attore statunitense
- 1984 - Matías Garavano, ex calciatore argentino
- 1984 - Angus Gardner, arbitro di rugby a 15 australiano
- 1984 - Manuel Hernández García, pilota motociclistico spagnolo
- 1984 - Yesung, cantante, attore e ballerino sudcoreano
- 1984 - Kevin Kolb, ex giocatore di football americano statunitense
- 1984 - Antonio Longás, ex calciatore spagnolo
- 1984 - Milica Mićović, cestista serba
- 1984 - Marcelo Nascimento da Costa, ex calciatore brasiliano
- 1984 - Melissa Navia, attrice colombiana
- 1984 - Seo Ji-hye, attrice sudcoreana
- 1984 - Ryan Stevenson, ex calciatore scozzese
- 1984 - Mathias Tauber, calciatore danese
- 1984 - Yoshihiro Uchimura, ex calciatore giapponese
- 1984 - Charlie Villanueva, ex cestista statunitense
- 1984 - Zalewski, cantante, attore e conduttore radiofonico polacco
- 1985 - Mauro Cejas, ex calciatore argentino
- 1985 - Cristiana Dell'Anna, attrice italiana
- 1985 - Andrej Gorbanec, ex calciatore russo
- 1985 - Alen Jogan, ex calciatore sloveno
- 1985 - Abdoul-Gafar Mamah, ex calciatore togolese
- 1985 - Raffaele Pe, controtenore italiano
- 1985 - Jason Siggers, cestista statunitense
- 1985 - Hamid Sourian, lottatore iraniano
- 1986 - Joseph Akpala, allenatore di calcio e ex calciatore nigeriano
- 1986 - Jean Alexandre, ex calciatore haitiano
- 1986 - Cha Dong-min, ex taekwondoka sudcoreano
- 1986 - Benedikt Danek, allenatore di pallacanestro e ex cestista austriaco
- 1986 - Arian Foster, ex giocatore di football americano statunitense
- 1986 - Luca Giorgi, fumettista e illustratore italiano
- 1986 - Clint Gresham, giocatore di football americano statunitense
- 1986 - Ivan Ivanov, lottatore bulgaro
- 1986 - Przemysław Oziębała, ex calciatore polacco
- 1986 - Kali Reis, pugile e attrice statunitense
- 1986 - Miguel Samudio, calciatore paraguaiano
- 1986 - Fabiano Santacroce, procuratore sportivo e ex calciatore italiano
- 1986 - Vanderson da Silva Souza, ex calciatore brasiliano
- 1987 - Ahmed Adam, ex nuotatore sudanese
- 1987 - Éric Bauthéac, ex calciatore francese
- 1987 - Federico Boschi, pallavolista italiano
- 1987 - Fritz Dopfer, ex sciatore alpino austriaco
- 1987 - Jonathan Duhamel, giocatore di poker canadese
- 1987 - Niccolò Ferrari, canoista italiano
- 1987 - Daniel Giasson, ex giocatore di calcio a 5 brasiliano
- 1987 - Gong Maoxin, tennista cinese
- 1987 - Ren Hayakawa, arciera giapponese
- 1987 - Oleksandr Hladkyj, calciatore ucraino
- 1987 - Katalin Honti, ex cestista e allenatrice di pallacanestro ungherese
- 1987 - Himani Kapoor, cantante indiana
- 1987 - Anže Kopitar, hockeista su ghiaccio sloveno
- 1987 - David Moura, judoka brasiliano
- 1987 - Ryan O'Leary, ex calciatore scozzese
- 1987 - Dimităr Petkov, calciatore bulgaro
- 1987 - Beverly Ramos, mezzofondista, siepista e maratoneta portoricana
- 1987 - Ri Jun-il, calciatore nordcoreano
- 1987 - Jon Scheyer, ex cestista e allenatore di pallacanestro statunitense
- 1987 - Travis Walton, ex cestista e allenatore di pallacanestro statunitense
- 1987 - Masaki Yamamoto, ex calciatore giapponese
- 1988 - Matteo Galvan, velocista italiano
- 1988 - Rupert Grint, attore britannico
- 1988 - Romain Hardy, ex ciclista su strada francese
- 1988 - Andrej Malych, calciatore russo
- 1988 - Federico Manea, lottatore italiano
- 1988 - Tina Menz, ex cestista tedesca
- 1988 - Maximilian Reinelt, canottiere tedesco († 2019)
- 1988 - Ricardo Richter, attore, doppiatore e conduttore radiofonico tedesco
- 1988 - Lasha Totadze, ex calciatore georgiano
- 1988 - Liam Trotter, ex calciatore inglese
- 1988 - Maya Yoshida, calciatore giapponese
- 1988 - Agustina Zerboni, multiplista argentina
- 1989 - Siaka Bamba, calciatore ivoriano
- 1989 - Sisay Bancha, calciatore etiope
- 1989 - Vagner Antônio Brandalise, calciatore brasiliano
- 1989 - Josh Bynes, giocatore di football americano statunitense
- 1989 - Tamara Csipes, canoista ungherese
- 1989 - Alexandre Dumoulin, rugbista a 15 francese
- 1989 - Tiago Galvão da Silva, calciatore brasiliano
- 1989 - Richie Gray, rugbista a 15 britannico
- 1989 - Rocío Igarzábal, attrice e cantante argentina
- 1989 - Naomi Johnson, ex pallavolista statunitense
- 1989 - Vladislav Krjučkov, ex calciatore russo
- 1989 - Reynaldo dos Santos Silva, ex calciatore brasiliano
- 1989 - Erik Shoji, pallavolista statunitense
- 1990 - Hicham Belkaroui, ex calciatore algerino
- 1990 - Shawn Daye-Finlay, lottatore canadese
- 1990 - Elizabeth Debicki, attrice australiana
- 1990 - Rashed Eisa, calciatore emiratino
- 1990 - Ada Febbraio, attrice italiana
- 1990 - Wally Judge, ex cestista statunitense
- 1990 - Juan Pedro Lanzani, attore argentino
- 1990 - Serhij Lohinov, calciatore ucraino
- 1990 - Gary Madine, calciatore inglese
- 1990 - Luke Martínez, cestista statunitense
- 1990 - Ahmad Obeid, cestista giordano
- 1990 - Aloysius Pang, attore singaporiano († 2019)
- 1990 - Valentina Pegorer, conduttrice televisiva e personaggio televisivo italiana
- 1990 - David Quessenberry, giocatore di football americano statunitense
- 1990 - Phoebe Schecter, giocatrice di football americano e allenatrice di football americano statunitense
- 1990 - Pëtr Sedov, fondista russo
- 1990 - Franco Torgnascioli, calciatore uruguaiano
- 1990 - Tina Trstenjak, judoka slovena
- 1991 - Nazmi Albadawi, ex calciatore palestinese
- 1991 - Stefan Bell, calciatore tedesco
- 1991 - Giulia Di Camillo, calciatrice italiana
- 1991 - Gilly Flaherty, ex calciatrice inglese
- 1991 - John Fleck, calciatore scozzese
- 1991 - Locklan Gilbert, ex giocatore di football americano e personaggio televisivo australiano
- 1991 - Soichi Hashimoto, judoka giapponese
- 1991 - Enrique Hernández, giocatore di baseball portoricano
- 1991 - Ivan Incir, ex hockeista su ghiaccio svizzero
- 1991 - Yassine Jebbour, ex calciatore francese
- 1991 - Simona Kubová, nuotatrice ceca
- 1991 - Mafalda Marujo, calciatrice portoghese
- 1991 - Gavin Mannion, ex ciclista su strada statunitense
- 1991 - Gabriel Somi, calciatore svedese
- 1991 - Mirabelle Thovex, ex snowboarder francese
- 1991 - Mark Uth, calciatore tedesco
- 1991 - Matías Vecino, calciatore uruguaiano
- 1991 - Wang Zhen, marciatore cinese
- 1991 - Sandro Wolfinger, calciatore liechtensteinese
- 1992 - Felismina Cavela, mezzofondista angolana
- 1992 - Ul'jana Donskova, ginnasta russa
- 1992 - Matthew Glaetzer, pistard australiano
- 1992 - Riccardo Goi, pallavolista italiano
- 1992 - Varazdat Haroyan, calciatore armeno
- 1992 - Kristine Gjelsten Haugen, ex sciatrice alpina norvegese
- 1992 - Jemerson, calciatore brasiliano
- 1992 - Erica Magnaldi, ciclista su strada e ex fondista italiana
- 1992 - Pedro Ramírez Paredes, calciatore venezuelano
- 1992 - Johnny Rapid, attore pornografico statunitense
- 1992 - Josh Robinson, giocatore di football americano statunitense
- 1992 - Augusto Schuster, attore e cantante cileno
- 1992 - Rory Sutherland, rugbista a 15 britannico
- 1992 - Eliana Tidhar, attrice e cantante israeliana
- 1992 - Hans Vanaken, calciatore belga
- 1992 - Faris Ramli, calciatore singaporiano
- 1993 - Apti Ach"jadov, ex calciatore russo
- 1993 - Miguel Barbieri, calciatore argentino
- 1993 - Riley Dixon, giocatore di football americano statunitense
- 1993 - Hayden Hurst, giocatore di football americano statunitense
- 1993 - Marcus Johansson, ex calciatore svedese
- 1993 - Björn Jopek, calciatore tedesco
- 1993 - Aoi Koga, attrice e doppiatrice giapponese
- 1993 - Owusu-Ansah Kontor, ex calciatore ghanese
- 1993 - Austin P. McKenzie, attore e cantante statunitense
- 1993 - Alejandro Montiel, ex calciatore argentino
- 1993 - Allen Robinson, giocatore di football americano statunitense
- 1993 - Maryna Zanevs'ka, ex tennista ucraina
- 1994 - Ákos Baki, calciatore ungherese
- 1994 - Ol'ga Chorošavceva, lottatrice russa
- 1994 - Michal Faško, calciatore slovacco
- 1994 - Bernadett Határ, cestista ungherese
- 1994 - Cătălin Hlistei, calciatore rumeno
- 1994 - J.R. Holder, cestista statunitense
- 1994 - Lin Yue, pattinatrice di short track cinese
- 1994 - King Krule, cantante e musicista britannico
- 1994 - Jean-Victor Mukama, cestista canadese
- 1994 - Moustapha N'Diaye, calciatore senegalese
- 1994 - Kelsey Plum, cestista statunitense
- 1994 - Giada Rossi, tennistavolista italiana
- 1994 - Lena Soleng Hansen, calciatrice norvegese
- 1994 - Petter Strand, calciatore norvegese
- 1994 - Edgar Vicedo, cestista spagnolo
- 1994 - Dirk Williams, cestista statunitense
- 1995 - Wellington Daniel Bueno, calciatore brasiliano
- 1995 - Andrea Carpenzano, attore italiano
- 1995 - Anna Doi, velocista giapponese
- 1995 - Jay Litherland, nuotatore statunitense
- 1995 - Conor McMenamin, calciatore nordirlandese
- 1995 - Tobias Mohr, calciatore tedesco
- 1995 - Taya Reimer, cestista statunitense
- 1995 - Jair Santiago, pallavolista portoricano
- 1995 - Justine Skye, cantautrice, rapper e attrice statunitense
- 1995 - Cammy Smith, calciatore scozzese
- 1995 - Greta Streimikyte, atleta paralimpica irlandese
- 1995 - Noah Vonleh, cestista statunitense
- 1995 - Wenwen Han, attrice e violinista cinese
- 1995 - Hampus Zackrisson, calciatore svedese
- 1995 - Camille de Serres-Rainville, pattinatrice di short track canadese
- 1995 - Sina Özer, attore turco
- 1996 - Philippe van Arnhem, calciatore olandese
- 1996 - Isaiah Buggs, giocatore di football americano statunitense
- 1996 - Damil Dankerlui, calciatore olandese
- 1996 - Garret Driller, ex sciatore alpino statunitense
- 1996 - Toshihiro Hasegawa, lottatore giapponese
- 1996 - Nils Liess, nuotatore svizzero
- 1996 - Giannīs Masouras, calciatore greco
- 1996 - Elisa Mele, calciatrice italiana
- 1996 - Joseph Minala, calciatore camerunese
- 1996 - Laoise Murray, attrice irlandese
- 1996 - Jasmin Pal, calciatrice austriaca
- 1996 - Ruster, calciatore brasiliano
- 1996 - Kenzō Shirai, ginnasta giapponese
- 1997 - Lamine Ba, calciatore francese
- 1997 - Amber Bongard, attrice tedesca
- 1997 - Fu Hao, cestista cinese
- 1997 - Yulián Gómez, calciatore colombiano
- 1997 - Xavier Jones, giocatore di football americano statunitense
- 1997 - Gavriel Kanichowsky, calciatore israeliano
- 1997 - Karoline Leavitt, politica statunitense
- 1997 - Nicla Mosetti, ostacolista italiana
- 1997 - Heinz Mörschel, calciatore dominicano
- 1997 - Karol Robak, taekwondoka polacco
- 1997 - Gastón Roselló, calciatore uruguaiano
- 1997 - Szymon Sajnok, ciclista su strada e pistard polacco
- 1997 - Alan Walker, disc jockey e produttore discografico norvegese
- 1998 - Aizar Akmatov, calciatore kirghiso
- 1998 - Vladimiro Etson António Félix, calciatore angolano
- 1998 - Kawaan Baker, giocatore di football americano statunitense
- 1998 - Julian Blackmon, giocatore di football americano statunitense
- 1998 - Maaike Boogaard, ciclista su strada olandese
- 1998 - Zdravko Dimitrov, calciatore bulgaro
- 1998 - Hugo Dyrendahl, giocatore di football americano svedese
- 1998 - Marc Hirschi, ciclista su strada e pistard svizzero
- 1998 - Lassi Lappalainen, calciatore finlandese
- 1998 - Ivan Olejnikov, calciatore russo
- 1998 - Robin Packalen, cantante finlandese
- 1998 - Joaquín Piquerez, calciatore uruguaiano
- 1998 - Anna Rakel Pétursdóttir, calciatrice islandese
- 1998 - Sofia Richie, modella statunitense
- 1998 - Livio Simonet, sciatore alpino svizzero
- 1999 - Montaric Brown, giocatore di football americano statunitense
- 1999 - Lewis Ferguson, calciatore scozzese
- 1999 - Garmine Kande, cestista della Repubblica Democratica del Congo
- 1999 - Augustus Kargbo, calciatore sierraleonese
- 1999 - Christian Kinsombi, calciatore tedesco
- 1999 - Dylan Parham, giocatore di football americano statunitense
- 1999 - Mateusz Poręba, pallavolista polacco
- 1999 - Rebeka Sziliczei-Német, pattinatrice di short track ungherese
- 1999 - Nellie Rose Talbot, ex sciatrice alpina statunitense
- 1999 - Isaiah Thomas, giocatore di football americano statunitense
- 1999 - Leander Wiegand, giocatore di football americano tedesco
- 2000 - Kevin Briceño, giocatore di calcio a 5 venezuelano
- 2000 - Dinis Pinto, calciatore portoghese
- 2000 - Clara, cantante danese
- 2000 - Griffin Gluck, attore statunitense
- 2000 - Derion Kendrick, giocatore di football americano statunitense
- 2000 - Lewis Miller, calciatore australiano
- 2000 - Nikita Novickij, sciatore freestyle russo
- 2000 - Manu Sánchez, calciatore spagnolo
- 2000 - Pele Uibel, pentatleta tedesco
- 2000 - Emanuel Vignato, calciatore italiano

## XXI secolo(24)
- 2001 - Gérald Ayayi, cestista francese
- 2001 - Cordale Flott, giocatore di football americano statunitense
- 2001 - Icegergert, rapper russo
- 2001 - Xabier Isasa, ciclista su strada spagnolo
- 2001 - Alexander Jensen, calciatore danese
- 2001 - Kim Woo-min, nuotatore sudcoreano
- 2001 - Kim Yeong-taek, tuffatore sudcoreano
- 2001 - Seiji Kimura, calciatore giapponese
- 2001 - Timoti Muzi, calciatore sudafricano
- 2001 - Wilguens Paugain, calciatore haitiano
- 2001 - Sofia Rolfi, rugbista a 15 italiana
- 2001 - Naomi Visser, ginnasta olandese
- 2002 - Mike Miles, cestista statunitense
- 2002 - Miloš Pantović, calciatore serbo
- 2003 - Juraj Badelj, calciatore croato
- 2003 - Alëna Kostornaja, pattinatrice artistica su ghiaccio russa
- 2003 - Dion Krasniqi, calciatore svedese
- 2003 - Jalen Neal, calciatore statunitense
- 2003 - Fernando Álvarez, calciatore colombiano
- 2004 - Jordi Caceres Iglesias, nuotatore artistico spagnolo
- 2004 - Jakub Jakubko, calciatore slovacco
- 2004 - Ignacio Pintos, calciatore uruguaiano
- 2006 - Merit Adigwe, pallavolista italiana
- 2007 - Lazar Balević, calciatore serbo